# Сокол Ярослав Володимирович
Ярослав Володимирович Сокол (нар. 3 січня 1991) — український футболіст, який грав на позиції нападника. Відомий насамперед за виступами у команді латвійської Вірсліги «Спартакс» з Юрмали, та в низці команд української першої ліги.

## Футбольна кар'єра
Ярослав Сокол розпочав займатися футболом в академії київського «Динамо». З 2008 року він грав у професійній команді клубу, проте до кінця 2010 року грав лише за дубль головної команди клубу, а також за команди «Динамо-2» в першій лізі та «Динамо-3» в другій лізі. На початку 2011 року футболіст грав у складі команди першої ліги «Прикарпаття» з Івано-Франківська, а в другій половині року виступав у складі команди другої ліги «Нива» з Тернополя. На початку 2012 року Ярослав Сокол перейшов до складу команди латвійської Вірсліги «Спартакс» з Юрмали. У другій половині року нападник повертається до України, де стає гравцем клубу другої ліги «Славутич» з Черкас, за який, щоправда, зіграв лише 3 матчі. Наступним клубом футболіста стало хмельницьке «Динамо», проте в його складі зіграв лише 1 матч. У другій половині 2014 року Сокол грав у складі команди другої ліги «НПГУ-Макіїввугілля», яка перебазувалась до Нікополя. З 2015 до 2017 року футболіст грав у низці українських аматорських команд. У 2018 році Ярослав Сокол грав у складі латвійського клубу «Саласпілс», а в 2019 році у складі вірменського клубу «Діліжан».

## Виступи за збірні
У 2007 році Ярослав Сокол зіграв 10 матчів у складі юнацької збірної України віком гравців до 17 років, у яких відзначився 1 забитим м'ячем.